# Исидор (Крикрис)
Епископ Исидор (греч. Επίσκοπος Ισίδωρος, в миру Константинос Крикрис, греч. Κωνσταντῖνος Στ. Κρικρῆς; 14 октября 1938, Патмос, Греция — 14 мая 2007, Афины, Греция) — епископ Константинопольской православной церкви; игумен монастыря святого Иоанна Богослова; с 1990 по 1997 годы — епископ Траллейский, экзарх Патмосский.

## Биография
Родился 14 октября 1938 года на Патмосе в семье Ставро Крикриса и его жены Елены (урождённой Маюла греч. Μαγουλᾶ). Отец был губернатором острова, а брат отца архимандрит Феофан (Крикрис) — настоятель монастыря святого Иоанна Богослова.
С 1953 по 1955 годы обучался в Риме, а в 1955 году поступил в число братии монастыря святого Иоанна Богослова на Патмосе. В 1957 году пострижен в монашество, а в 1959 году рукоположен в сан иеродиакона. В 1962 году рукоположен в сан иеромонаха.
В 1975 году возведён в сан архимандрита и утверждён экзархом Додеканеских островов.
7 января 1990 года в соборе святого Георгия в Стамбуле рукоположен в сан епископа Траллейского. В 1997 году по болезни вышел на покой и переехал в Афины, где находился под наблюдением врача.
Скончался 14 мая 2007 года в Афинах от сердечного приступа..